# 3-أمينو-4،2،1-تريازول
3-أمينو-4،2،1-تريازول هو مركب عضوي حلقي غير متجانس يتكون من 1،2،4-تريازول يتم استبداله بمجموعة أمينية.
3-أمينو-4،2،1-تريازول هو مثبط تنافسي لمنتج جين HIS3، إيميدازوليغليسيرول فوسفات ديهيدراتاز. إيميدازول جلسرين-فوسفات ديهيدراتاز هو إنزيم يحفز الخطوة السادسة من إنتاج الهيستيدين.
3-أمينو-4،2،1-تريازول هو أيضًا مبيد أعشاب جهازي غير انتقائي يستخدم في أراضي المحاصيل غير الغذائية للتحكم في الحشائش السنوية والأعشاب عريضة الأوراق والأعشاب المائية. لا يستخدم في المحاصيل الغذائية بسبب خصائصه المسببة للسرطان. كمبيد للأعشاب، يُعرف باسم أمينوتريازول أو أميتروول أو أميترول.
تم تضمين أميترول في حظر المبيدات الحيوية الذي اقترحته وكالة المواد الكيميائية السويدية ووافق عليه البرلمان الأوروبي في 13 يناير 2009.

## تطبيقات في علم الأحياء الدقيقة
من خلال تطبيق 3-أمينو-4،2،1-تريازول على مزرعة خلايا الخميرة التي تعتمد على البلازميد الذي يحتوي على HIS3 لإنتاج الهيستيدين (أي أن نظير HIS3 الخاص به غير موجود أو غير وظيفي)، يلزم مستوى متزايد من تعبير HIS3 من أجل بقاء خلية الخميرة. لقد ثبت أن هذا مفيد في نظامين هجينين مختلفين، حيث يسمح الارتباط عالي التقارب بين بروتينين (أي التعبير الأعلى عن جين HIS3) لخلية الخميرة بالبقاء في الوسائط التي تحتوي على تركيزات أعلى من 3-أمينو-4،2،1-تريازول. يتم إجراء عملية الاختيار هذه باستخدام وسائط انتقائية لا تحتوي على مادة الهيستيدين.

## 1959 تلوث التوت البري
في 9 نوفمبر 1959، أعلن وزير الصحة والتعليم والرفاهية الأمريكية آرثر فليمنغ أن بعض محصول عام 1959 ملوث بآثار مبيد الأعشاب أمينوتريازول. انهار سوق التوت البري وخسر المزارعون ملايين الدولارات. ومع ذلك، تعافت شركة رذاذ المحيط من خلال توسيع سوق عصير التوت البري، والتي على الرغم من توفرها للبيع على نطاق واسع، إلا أنها لم تكن شائعة قبل ذلك الحين. لن يضطر مزارعي التوت البري المضمون إلى الاعتماد في الغالب على عيد الشكر وعيد الميلاد للمبيعات، وهو ما كان عليه الحال حتى حادثة عام 1959 سيئة السمعة.